# Barwy Polski
Barwami Polski – zgodnie z Konstytucją Rzeczypospolitej Polskiej, są kolory biały i czerwony.

## Podstawy prawne
Artykuł 28 Konstytucji w ust. 2 brzmi: barwami Rzeczypospolitej Polskiej są kolory biały i czerwony, jednak nie precyzuje dokładnie jakie kolory należy rozumieć pod określeniem "kolor biały" i "kolor czerwony". Po precyzyjniejsze określenie tych barw odsyła natomiast do ustawy (art. 28 ust. 5: Szczegóły dotyczące godła, barw i hymnu określa ustawa). Ustawą, o której mowa w konstytucji jest ustawa z 31 stycznia 1980 r. o godle, barwach i hymnie Rzeczypospolitej Polskiej. Ustawa ta, kilkukrotnie nowelizowana, w art. 1 ust. 1 stwierdza: Orzeł biały, biało-czerwone barwy i „Mazurek Dąbrowskiego” są symbolami Rzeczypospolitej Polskiej.
W art. 4 ust. 1 ustawy dokładniej określone są barwy RP: Barwami Rzeczypospolitej Polskiej są kolory biały i czerwony, ułożone w dwóch poziomych, równoległych pasach tej samej szerokości, z których górny jest koloru białego, a dolny koloru czerwonego. Dodatkowo w ust. 2 tego artykułu podano, że: przy umieszczaniu barw Rzeczypospolitej Polskiej w układzie pionowym kolor biały umieszcza się po lewej stronie płaszczyzny oglądanej z przodu. Jednocześnie w ustępie 3 tego artykułu ustawa stwierdza, że wzór barw Rzeczypospolitej Polskiej zawiera załącznik nr 2 odsyłając po konkretne wytyczne dotyczące barw do tego załącznika.
Załącznik nr 2 do ustawy określa, że współrzędne trójchromatyczne barw x, y, ich składowa Y oraz dopuszczalna różnica barwy ΔE w przestrzeni barw CIE 1976 (L* u* v*) ustalona według wzoru CIELUV przy iluminancie C i geometrii pomiarowej d/0 to:
| Barwa    | x     | y     | Y    | ΔE  |
| -------- | ----- | ----- | ---- | --- |
| Biała    | 0,315 | 0,320 | 82,0 | 4,0 |
| Czerwona | 0,570 | 0,305 | 16,0 | 8,0 |

Jednocześnie przy wzorze Godła Rzeczypospolitej Polskiej (będącego załącznikiem nr 1 do tej ustawy) oraz wzorze Flagi Państwowej Rzeczypospolitej Polskiej (będącego załącznikiem nr 3 do ustawy) stwierdzono, że przedstawiono na nich biel i czerwień zgodnie z barwami RP, czyli z załącznikiem nr 2.

### Konwersja barw
Konwersja barw ustawowych zdefiniowanych w przestrzeni xyY przy założeniu iluminanta C do przestrzeni sRGB IEC 61966-2.1 dla bieli zgodnej z iluminantem D65, dla standardowego obserwatora CIE 1931 2°, przy użyciu adaptacji chromatycznej Bradford w wersji liniowej, zgodnej z ICC.1:2022, załącznik E, prowadzi do następujących wartości składowych RGB zaokrąglonych do całkowitoliczbowego formatu 8-bitowego:
| Barwa    | R   | G   | B   |
| -------- | --- | --- | --- |
| Biała    | 237 | 233 | 229 |
| Czerwona | 215 | 33  | 62  |

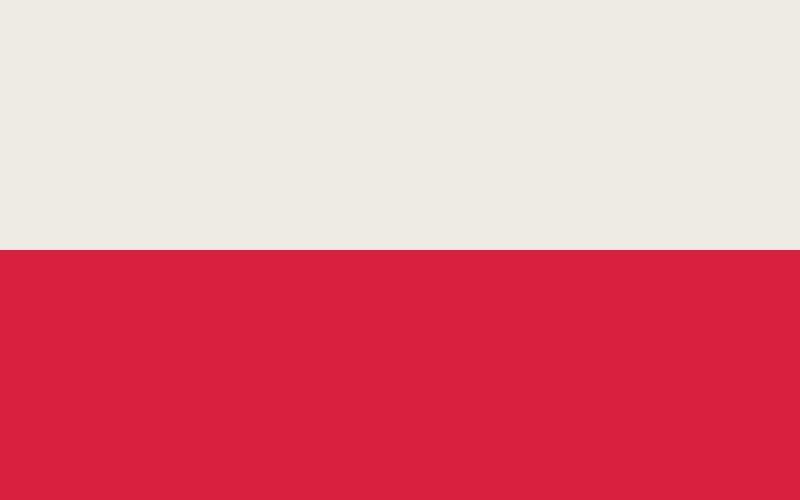
Flaga Polski w proporcjach ustawowych i barwach ustawowych po konwersji do przestrzeni sRGB przy użyciu adaptacji chromatycznej Bradford w wersji liniowej

Przykładem zastosowania barw Polski jest obraz flagi Polski zapisany w przestrzeni sRGB przy użyciu proporcji ustawowych (stosunek szerokości do długości 5:8) oraz w kolorach z tabeli Barwy Polski w sRGB. Na liście kolorów kolorem bliskim do bieli ustawowej jest kolor platynowy (srebrzystobiały), natomiast dla czerwieni ustawowej kolorem bliskim jest karmazyn.
Adaptacja chromatyczna Bradford w wersji liniowej jest powszechnie stosowana i stała się de facto standardem, jednak jej optymalność nie została dowiedziona i dostępne są inne adaptacje takie jak Bradford w wersji nieliniowej, CIECAT94, CMCCAT97, CMCCAT2000, czy CAT02. Ponadto, adaptacja Bradford nie uwzględnia efektu Helsona-Judda.

## Historia
Pierwotnie polską barwą narodową był karmazyn uważany w średniowieczu za najszlachetniejszy z kolorów. Wykorzystywany był on jako symbol dostojeństwa i bogactwa. Z uwagi na cenę barwnika potrzebnego do uzyskania tego koloru mało kto mógł sobie na niego pozwolić, dlatego też był on wykorzystywany jedynie przez najbogatszą szlachtę i dostojników państwowych. W średniowieczu rolę barw Królestwa polskiego pełnił sztandar królewski - biały orzeł na czerwonym polu.
Podczas obchodów pierwszej rocznicy uchwalenia Ustawy Rządowej damy wystąpiły wówczas w białych sukniach przepasanych czerwoną wstęgą, a panowie nałożyli na siebie szarfy biało-czerwone. Nawiązano tą manifestacją do heraldyki Królestwa Polskiego – białego orła na czerwonej tarczy herbowej.
Po raz pierwszy polskie barwy zostały skodyfikowane uchwałą Sejmu Królestwa Polskiego z 7 lutego 1831:
Izba Senatorska i Izba Poselska po wysłuchaniu Wniosków Komisji Sejmowych, zważywszy potrzebę nadania jednostajnej oznaki, pod którą winni się łączyć Polacy, postanowiły i stanowią:
Artykuł 1.
Kokardę Narodową stanowić będą kolory herbu Królestwa Polskiego i Wielkiego Księstwa Litewskiego, to jest kolor biały z czerwonym.
Artykuł 2.
Wszyscy Polacy, a mianowicie Wojsko Polskie te kolory nosić mają w miejscu, gdzie takowe oznaki dotąd noszonymi były.
Przyjęto na posiedzeniu Izby Poselskiej dnia 7 lutego 1831 roku.
Po odzyskaniu niepodległości barwy narodowe uchwalił Sejm Ustawodawczy odrodzonej Polski 1 sierpnia 1919 r. W ustawie podano: "Za barwy Rzeczypospolitej Polskiej uznaje się kolor biały i czerwony, w podłużnych pasach, równoległych, z których górny – biały, dolny zaś – czerwony."
Z ustawy z 1919 nie wynikało, jaki ma być odcień czerwieni. Dopiero dwa lata później ukazała się wydana przez Ministerstwo Spraw Wojskowych, opracowana przez Stanisława Łozę broszura "Godło i barwy Rzeczypospolitej Polskiej" z barwnymi wizerunkami znaków państwowych. Czerwień miała tam odcień karmazynu. Jednakże w rozporządzeniu Prezydenta Rzeczypospolitej z 13 grudnia 1927 odcień czerwieni zmieniono na cynober. Nowe rozporządzenie weszło w życie 28 marca 1928; zezwolono w nim jednak na używanie dotychczasowych barw do 28 marca 1930.
W latach 1955-80 barwy Polski nie były dokładnie sprecyzowane, ograniczono się wyłącznie do ich słownego opisu. W Dekrecie z dnia 7 grudnia 1955 r. o godle i barwach Polskiej Rzeczypospolitej Ludowej oraz o pieczęciach państwowych w art. 2 zapisano, że "Barwami Polskiej Rzeczypospolitej Ludowej są kolory biały i czerwony w dwóch poziomych pasach równoległych równej szerokości i długości, z których górny jest biały, a dolny czerwony, odpowiadający barwie cynobru."

## Galeria

Chorągiew Królestwa Polskiego - Biały Orzeł na czerwonym polu.
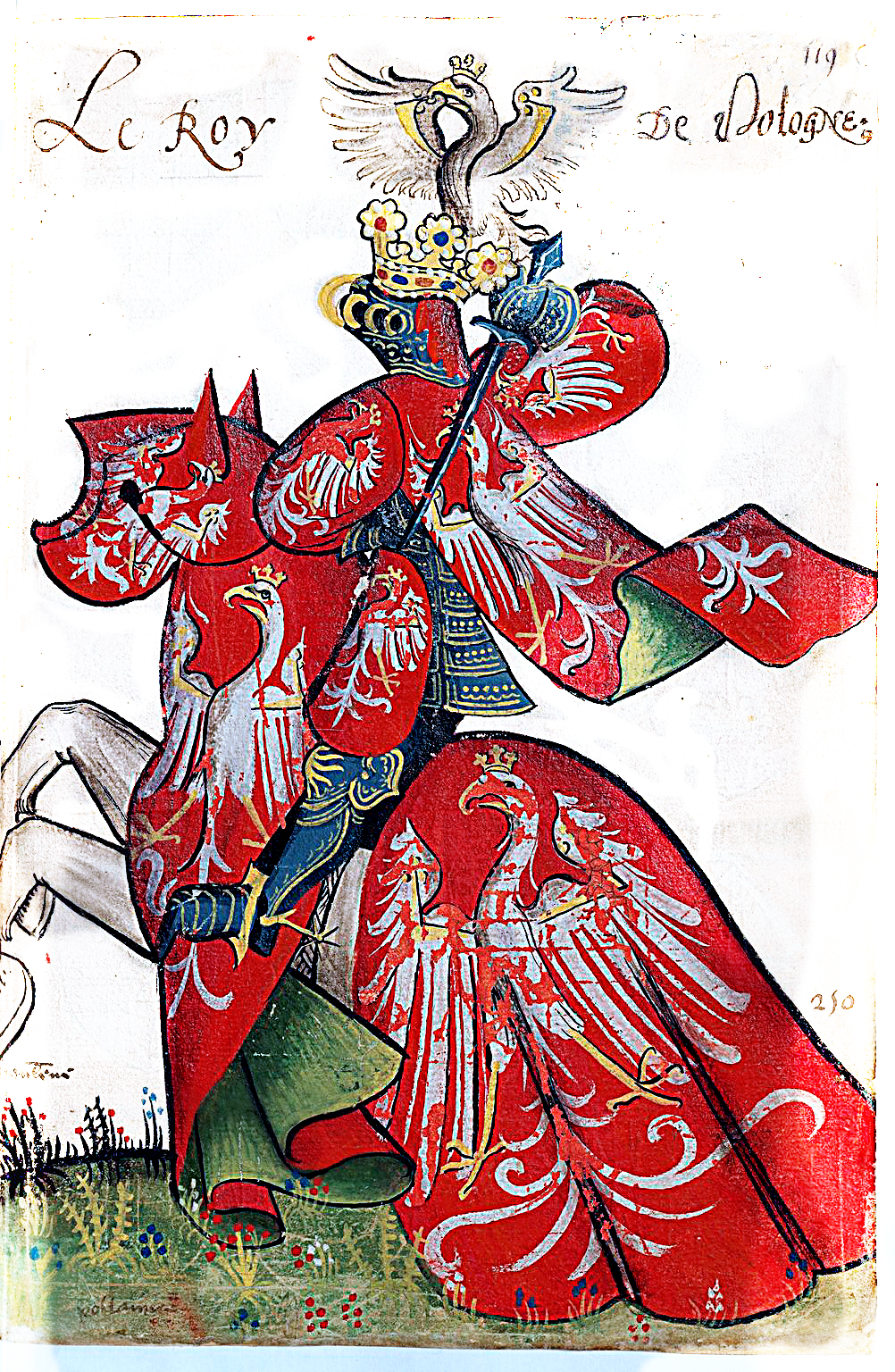
Król Polski w biało-czerwonym stroju turniejowym. Herbarz Złotego Runa (ok. 1425 r.).
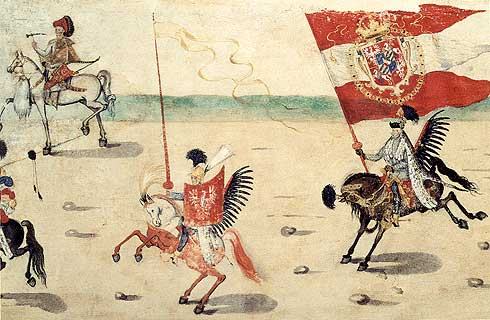
Husarz polski na koniu pomalowanym w biało-czerwone barwy oraz tarczą z białym orłem. Rolka sztokholmska (1605 r.).
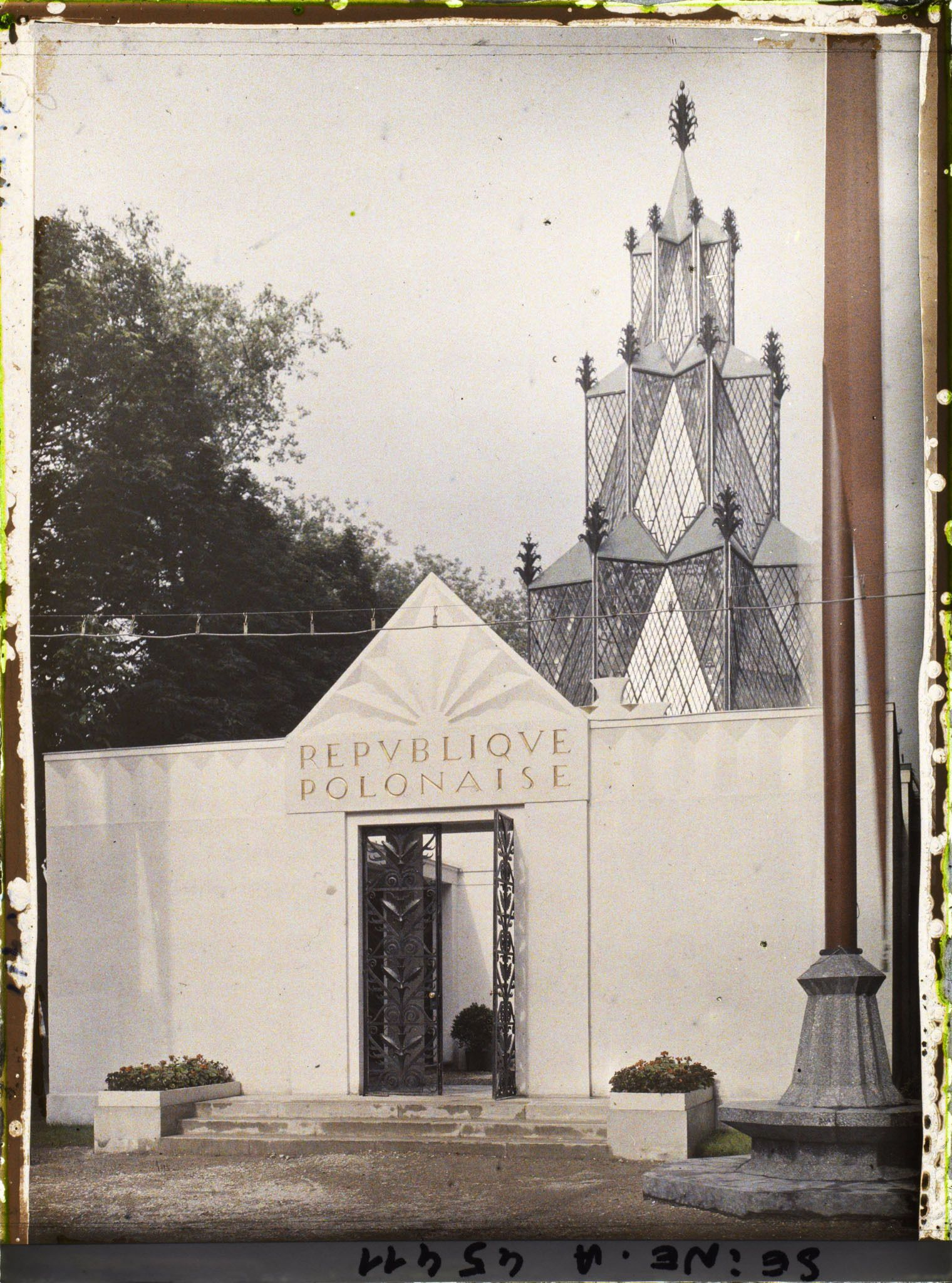
Biało-czerwone barwy Polski w pawilonie na Wystawie Światowej w Paryżu (1925 r.).
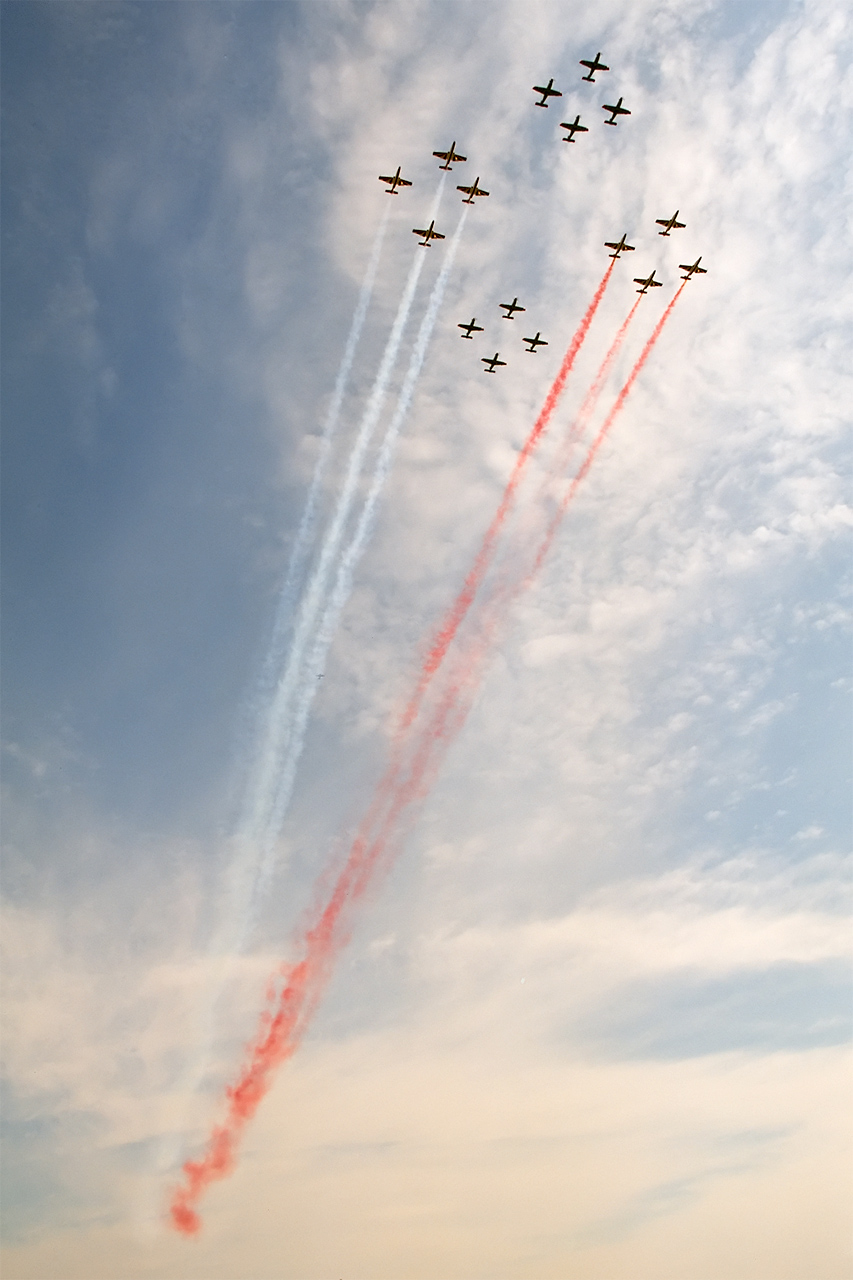
Polskie barwy narodowe na AirShow w Radomiu (2005 r.).